# Throffer

Trong triết học chính trị, throffer là một dạng yêu cầu (cách gọi khác là "can thiệp") gồm một lời đề nghị và một lời đe doạ sẽ thực hiện điều gì đó nếu người nhận không chấp thuận. Người đầu tiên sử dụng thuật ngữ này trong văn viết là triết gia chính trị Hillel Steiner. Tuy một số tác gia khác cũng sử dụng, throffer không được chấp nhận rộng rãi, và đôi khi còn bị coi là đồng nghĩa với cụm "cây gậy và củ cà rốt". Dù không nhất thiết phải thể hiện rõ tính đe doạ trong từ ngữ, nhưng các throffer đặc trưng thường có điểm tương đồng với ví dụ sau:
Giết được thằng này thì mày có £100. Nếu làm không xong, tao sẽ giết mày.
Steiner phân biệt đề nghị (offer), đe doạ (threat) và throffer dựa trên mức độ phục tùng của đối tượng so với quá trình sự kiện diễn tiến khi không có can thiệp. Triết gia Robert Stevens chỉ trích cách phân biệt này; ông cho rằng điểm chính yếu khi phân biệt các loại can thiệp là mức độ mong muốn thực hiện/không thực hiện (ít hay nhiều hơn khi không có can thiệp). Throffer là một phần của những nghiên cứu về cưỡng chế trong lĩnh vực chính trị và luân lý học rộng lớn hơn, cũng như nghi vấn về khả năng của những đề nghị cưỡng chế. Trái ngược với quan điểm vốn có cho rằng chỉ những lời đe doạ mới có thể ép buộc, những throffer không thể hiện rõ ràng tính đe doạ cũng được coi là một dạng yêu cầu cưỡng chế, dù một số tác giả vẫn cho rằng cả đề nghị, đe doạ và throffer sẽ đều có tính cưỡng chế nếu hội đủ một số điều kiện nhất định. Ngược lại, đối với những người khác, một throffer sẽ có tính cưỡng chế tương ứng với nửa đe doạ, và không phải throffer nào cũng đều cưỡng chế.
Các chương trình phúc lợi lao động áp dụng lý thuyết throffer vào thực tiễn: nếu ai đó từ chối đề nghị cung cấp việc làm hoặc giáo dục, họ sẽ bị cắt giảm phúc lợi xã hội. Giáo sư Đại học Quốc gia Úc Robert Goodin chỉ trích nặng nề những hệ thống throffer nhóm hưởng phúc lợi xã hội, nhưng bị triết gia Daniel Shapiro của Đại học West Virginia phản bác vì cho rằng lập luận phản đối không thuyết phục. Một số tác gia cũng cho biết những tội phạm đã bị kết án (đặc biệt là tội phạm tình dục) sẽ nhận throffer điều trị y tế, và sẽ được giảm án nếu chấp nhận. Một vài ví dụ khác là ảnh hưởng tiêu cực đối với dịch vụ chăm sóc sức khoẻ tâm thần cộng đồng (bác sĩ tâm thần Julio Arboleda-Flórez) và vai trò trong quản lý (chuyên gia quản lý John J. Clancey).